# Subregión del Pacífico Norte
Pacífico Norte es una de las 5 subregiones que componen el departamento del Chocó (Colombia). Está integrada por los siguientes municipios, al noroccidente del mismo:
- Bahía Solano
- Juradó
- Nuquí